# Calycellina chlorinella
Calycellina chlorinella är en svampart som först beskrevs av Vincenzo de Cesati, och fick sitt nu gällande namn av Dennis 1975. Calycellina chlorinella ingår i släktet Calycellina och familjen Hyaloscyphaceae.  Arten är reproducerande i Sverige. Inga underarter finns listade i Catalogue of Life.